# Cerides
Cerides is een geslacht van vliesvleugeligen uit de familie Encyrtidae. De wetenschappelijke naam van dit geslacht is voor het eerst geldig gepubliceerd in 2010 door Noyes.

## Soorten
Het geslacht Cerides is monotypisch en omvat slechts de volgende soort:
- Cerides micrans Noyes, 2010